# 里昂佩拉什站
里昂佩拉什站是一座法国铁路车站，位於法國里昂，修建於1855年。该站与里昂帕尔迪厄站以及里昂附近的多个火车站共同组建成为了法国东南部最大的铁路枢纽。

## 位置
里昂佩拉什站位于里昂市区西侧，老城区以南，距离里昂市政厅（Hôtel de Ville）大约3公里，因地处佩拉什街区而得名。

## 建筑
里昂佩拉什站是一个高架车站，其地面为里昂地铁A线、里昂有轨电车1、2号线的以及里昂公交车的始发站，北侧的地下则为法国国家A7号高速公路，并有匝道可与车站连接。
因线路走向的不同，里昂佩拉什站分为两个站场。

### 主站场
里昂佩拉什站的主站场呈东西走向，其北侧两端分别设有嵌入式到发线站台，中部为4个岛式站台，南侧则设有一条通过线。主站场主要开行高铁以及前往巴黎、布雷斯地区布尔格、瓦朗斯、第戎、讷韦尔等方向的普通列车。

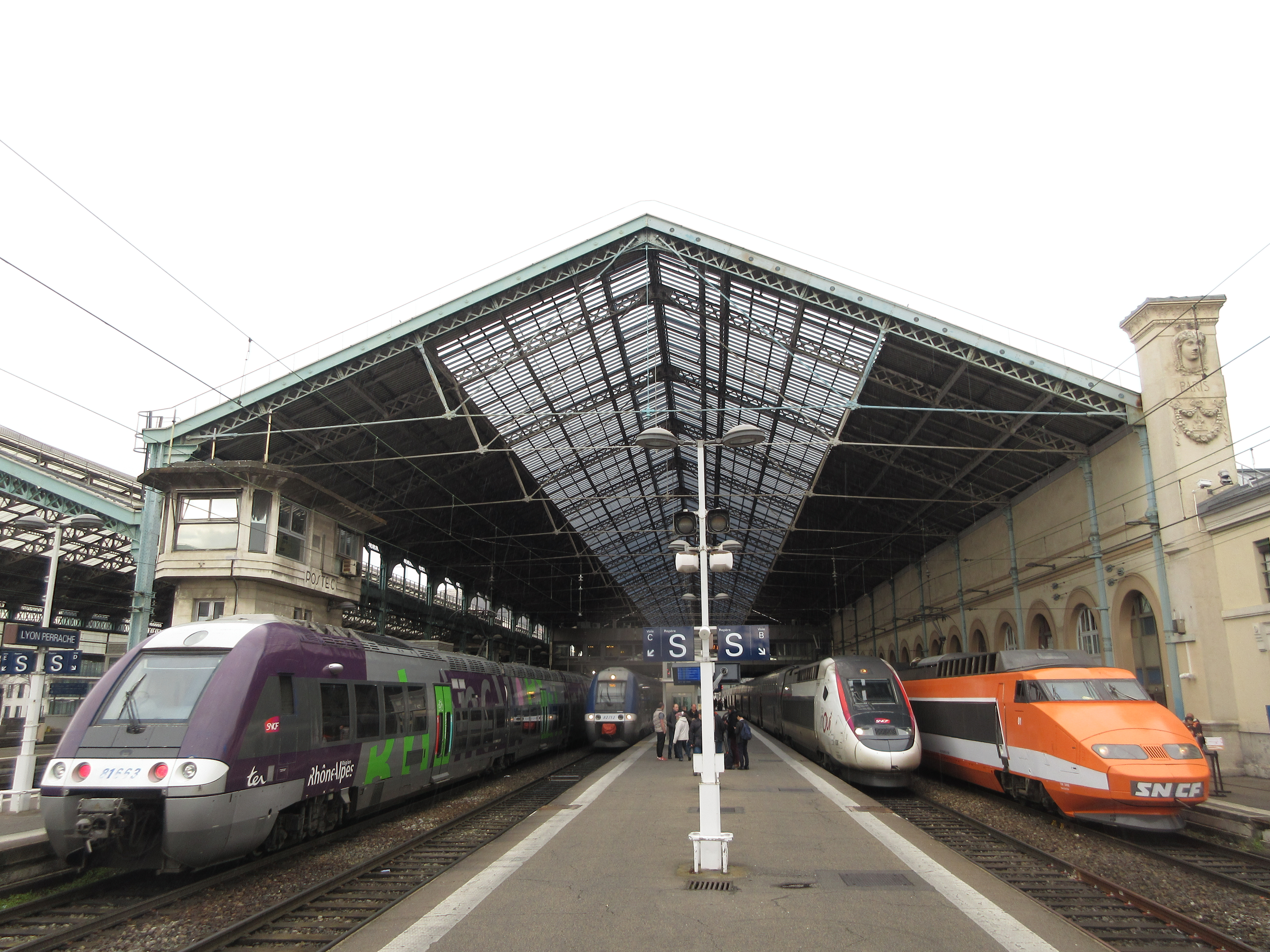
普通列车和高铁

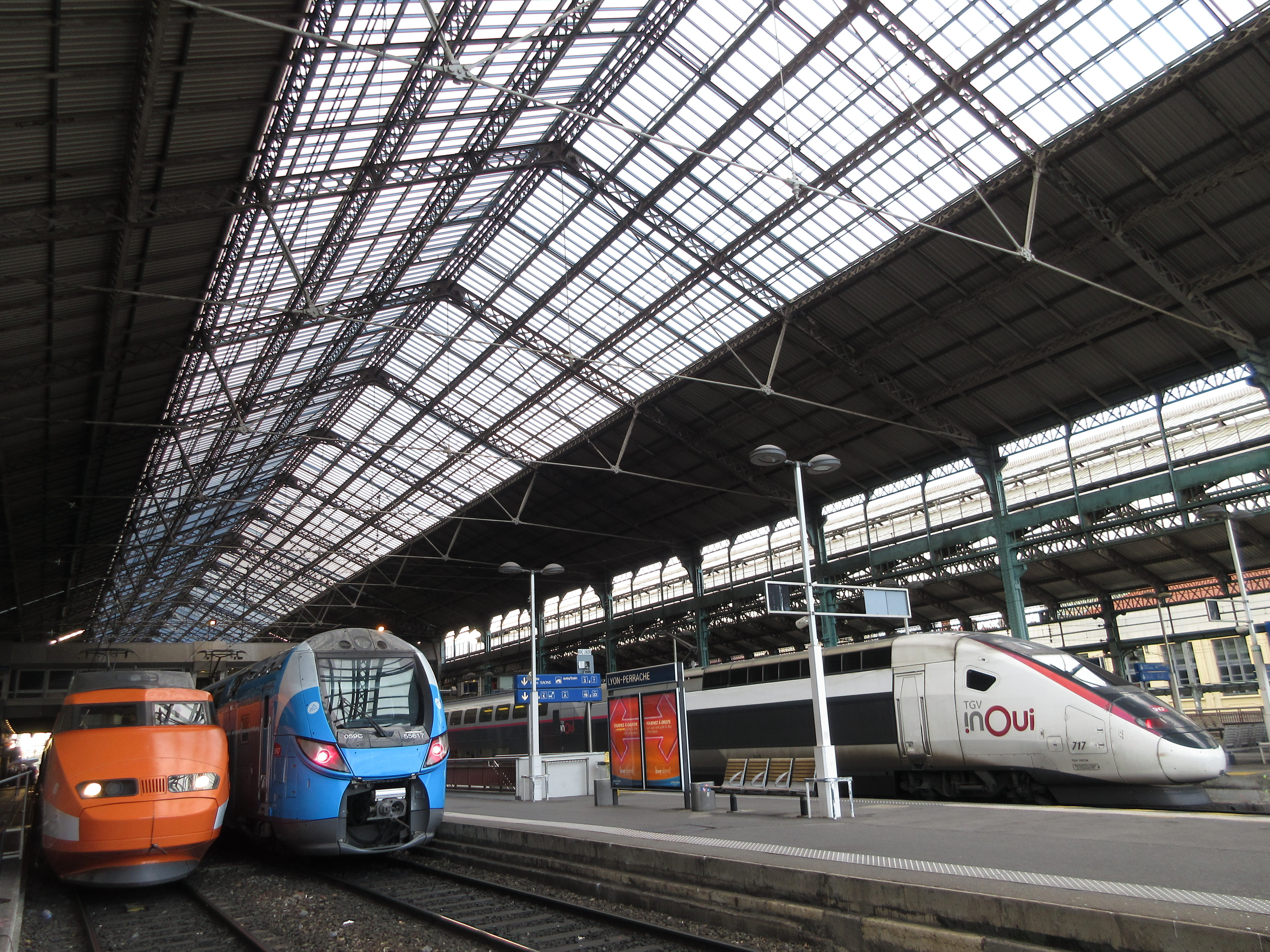
玻璃屋顶

### 副站场
副站场则位于里昂佩拉什站的西南方向，通过一个长约100米的走廊与主站场连接，该站场设有两个侧式站台，没有通过线，主要用于开行始发前往圣艾蒂安、勒皮方向的普通列车。副站场西侧还有一个老式机车掉头转盘，现已基本废弃。

## 停靠线路
以下列车线路在里昂佩拉什站停靠：
| 里昂佩拉什站列车线路表             |              |                     |                     |               |
| 线路                               | 车种         | 上一站              | 下一站              | 大致运行频率  |
| 巴黎—里昂                          | TGV          | 里昂帕丢            | （终点）            | 每天7趟左右   |
| 南特—里昂                          | TGV          | 里昂帕丢            | （终点）            | 每天1趟       |
| 南特—里昂                          | Ouigo        | 里昂帕丢            | （终点）            | 每周1趟       |
| 图尔宽—里昂                        | Ouigo        | 里昂帕丢            | （终点）            | 每天1趟       |
| 里昂—马赛                          | Ouigo        | （起点）            | 瓦朗斯TGV           | 每周4趟左右   |
| 南特/图尔—里昂                     | INTERCITÉS   | 里昂帕丢            | (终点)              | 每天1趟       |
| 巴黎—第戎—里昂                     | 法国大区列车 | 里昂帕丢            | （终点）            | 每天3趟左右   |
| 图尔—里昂                          | 法国大区列车 | 里昂帕丢            | （终点）            | 每天1趟       |
| 讷韦尔/帕莱勒蒙尼亚勒—里昂         | 法国大区列车 | 里昂帕丢            | （终点）            | 每天4趟左右   |
| 讷韦尔/帕莱勒蒙尼亚勒—里昂         | 法国大区列车 | 里昂瓦埃斯          | （终点）            | 每天1~2趟     |
| 克莱蒙费朗—里昂                    | 法国大区列车 | 里昂帕丢            | （终点）            | 每天6趟左右   |
| 罗阿讷—里昂                        | 法国大区列车 | 里昂帕丢            | (终点)              | 每天10趟左右  |
| 罗阿讷—里昂                        | 法国大区列车 | 里昂瓦埃斯          | （终点）            | 每天7趟左右   |
| 贝尔福/贝桑松/隆斯勒索涅—里昂      | 法国大区列车 | 里昂帕丢            | （终点）            | 每天5趟左右   |
| 布雷斯地区布尔格/维拉尔莱东布—里昂 | 法国大区列车 | 里昂帕丢            | （终点）            | 每天10趟左右  |
| 瓦永纳→里昂                        | 法国大区列车 | 里昂帕丢            | （终点）            | 每天1趟(单向) |
| 日内瓦—里昂                        | 法国大区列车 | 里昂帕丢            | （终点）            | 每天4趟左右   |
| 里昂—格勒诺布尔                    | 法国大区列车 | （起点）            | 里昂让马塞          | 每天1趟       |
| 里昂—圣安德雷勒加兹                | 法国大区列车 | （起点）            | 里昂让马塞          | 每天12趟左右  |
| 勒皮昂瓦莱→里昂                    | 法国大区列车 | 武兰                | （终点）            | 每天1趟(单向) |
| 里昂—圣艾蒂安/菲尔米尼             | 法国大区列车 | （起点）            | 武兰                | 每天15趟左右  |
| 里昂—吉沃尔                        | 法国大区列车 | （起点）            | 武兰                | 每天8趟左右   |
| 马孔—里昂—瓦朗斯                   | 法国大区列车 | 里昂瓦埃斯/（起点） | （终点）/里昂让马塞 | 每天13趟左右  |
| 索恩河畔自由城—里昂—维埃纳         | 法国大区列车 | 里昂瓦埃斯/（起点） | （终点）/里昂让马塞 | 每天13趟左右  |
| 1. 2.                              |              |                     |                     |               |

## 配套交通

### 长途汽车
由于里昂佩拉什站紧邻法国著名的阳光高速公路（法国国家A7号高速公路），里昂佩拉什站附近成为了重要的长途汽车中转站。
此外，当某条铁路线施工或罢工时，SNCF也会提供途径该线路沿途站点的大巴车。

### 市内交通
里昂佩拉什站的对应的公交地铁站名称叫做"Perrache"，位于车站底层。
- 经过里昂佩拉什站的轨道交通线路：里昂地铁A线，里昂有轨电车（Tramway）1、2号线
- 经过里昂佩拉什站的公交线路：里昂公交C19路、C21路、C22路、8路、18路、31路、46路、49路、55路、60路、63路、78路和S1路

## 临近车站
| 里昂佩拉什站（Gare de Lyon-Perrache） |                  |              |
| 上行车站                              | 线路             | 下行车站     |
| 里昂瓦埃斯站                          | 巴黎－马赛铁路   | 里昂让马塞站 |
| 武兰站                                | 巴黎－里昂铁路   | （终点）     |
| （起点）                              | 里昂－马赛铁路   | 韦尼雪站     |
| （起点）                              | 里昂－日内瓦铁路 | 里昂帕丢站   |

## 外部連結
- Typologie of Lyon-Perrache （页面存档备份，存于）